# Shangchen
Ne doit pas être confondu avec Shangcheng.
Shangchen (chinois : 上陈) est un site préhistorique du Paléolithique inférieur situé dans la province du Shaanxi, en Chine centrale. Les outils en pierre trouvés sur le site, dont les plus anciens ont été datés de 2,12 millions d'années, permettent de penser que les humains, ou un genre apparenté, ont quitté l'Afrique plus tôt qu'estimé auparavant. Les artéfacts de Shangchen confirment le très ancien peuplement de l'Asie en général et de la Chine en particulier.

## Localisation
Le site préhistorique se trouve près du village de Shangchen (上陈村), dans le xian de Lantian, dans la province du Shaanxi, à  25 km au sud de Weinan et à 50 km au sud-est de la capitale du district, Xi'an. À 4 km de Shangchen ont été découverts en 1963 les fossiles de l'Homme de Lantian, datés en 2015 de 1,63 Ma.
Les artéfacts ont été mis au jour dans le flanc d'un ravin du plateau de Lœss. Le lœss étant un sol constitué de particules éoliennes (transportées par le vent) extrêmement fines, toutes les roches plus grosses trouvées dans les dépôts de loess ont dû y être apportées par des humains ou par des animaux.

## Historique
Le site, connu depuis 1964, a été fouillé entre 2004 et 2017. Lors de la dernière campagne de fouilles, le sol a été creusé sur 73 mètres de profondeur afin de dégager les 17 strates où étaient enfouis les artéfacts. Les résultats ont été publiés en 2018 dans la revue Nature. Le lieu faisant l'objet d'une exploitation industrielle, il est impossible actuellement de creuser à de plus grandes profondeurs à la recherche d'éventuels vestiges plus anciens. 

## Description des artéfacts
Une séquence stratigraphique d'une épaisseur de 39 mètres a livré 96 outils en pierre. L'analyse de ces artéfacts montre qu'il ne s'agit pas de pierres façonnées par des processus naturels, mais bien de galets taillés portant des traces de percussion et de retouches. Les pierres de quartzite qui ont servi à la fabrication des outils ont été transportées probablement depuis les monts Qinling, situés à environ 5 kilomètres.
Les auteurs de l'étude de 2018 soulignent le fait qu'une origine naturelle des artéfacts est exclue, car Shangchen et ses environs immédiats n'ont pas de rivières anciennes connues, qui pourraient avoir sculpté des formes semblables à des outils. « L’objectif principal de ces pierres écaillées était de produire des éclats tranchants utilisables pour couper ou trancher. C’est une technologie simple mais efficace qui a été développée il y a 2,6 millions d’années en Afrique de l’Est », explique Robin Dennell, coauteur de l'étude.
Certains des outils ont été trouvés avec des fragments d'os d'animaux, notamment de cerfs et de bovidés. Les auteurs de l'étude n'évoquent pas d'éventuelles traces de percussion laissées sur les os par des outils lithiques. 

## Datation
Le site de Shangchen manquant de dépôts volcaniques, l'étude a daté les sédiments en utilisant la méthode du paléomagnétisme. La plus ancienne couche contenant des artéfacts est datée de 2,12 millions d'années (loess L28), tandis que la plus récente est datée de 1,26 million d'années (paléosol S15), indiquant que le site a été occupé pendant 850 000 ans, mais pas nécessairement de manière continue.
Des scientifiques n'ayant pas participé à l'étude jugent les datations convaincantes. Des vestiges encore plus anciens peuvent ne pas avoir été découverts : les couches les plus profondes de Shangchen sont inaccessibles depuis 2018 car la zone est « activement exploitée ».

## Analyse
La datation de 2,12 Ma est antérieure de 350 000 ans à celle des plus anciens fossiles connus d'humains archaïques en Eurasie (Homo georgicus, découvert à Dmanissi, en Géorgie, daté de 1,77 Ma). Elle est également antérieure à la datation attribuée au plus ancien fossile humain découvert à ce jour en Asie de l'Est, en l'occurrence à proximité de Shangchen, l'Homme de Lantian, daté en 2015 de 1,63 Ma.
Aucun fossile humain associé aux outils n'ayant été découvert sur le site, on ne peut savoir qui a taillé les pierres de Shangchen. Selon María Martinón-Torres, directrice du Centre national d'étude de l'évolution humaine (CENIEH), à Burgos, en Espagne, « nous n'avons pas encore la réponse à la question relative à l'identité des premiers hominidés asiatiques ». William Jungers (en), paléoanthropologue de l'université d'État de New York à Stony Brook, n'exclut pas que les artisans du site de Shangchen soient des Australopithèques, un genre connu jusqu'à présent uniquement en Afrique,. Les plus anciens outils lithiques connus, découverts à Lomekwi 3, au Kenya, et datés de 3,3 millions d’années, sont peut-être l'œuvre d'Australopihèques,.
Le plus ancien outil lithique d'Asie trouvé en stratigraphie, associé à des traces de boucherie, a été découvert à Masol, en Inde sous-himalayenne. Il est daté de plus 2,6 Ma par le paléomagnétisme de la couche en place. Son découvreur, Anne Dambricourt-Malassé, n'exclut pas que son auteur soit un Homo archaïque ou un pré-Homo,. L'Homme de Wushan, un Homininé mal identifié associé à des outils lithiques dans la grotte de Longgupo, en Chine, a été daté en 2017 de 2,5 Ma par le paléomagnétisme des couches en place. La datation et l'attribution de ce fossile à une espèce précise sont cependant controversées,.
« Il y a sans doute eu plusieurs sorties [d'Afrique] et peut-être par plusieurs espèces qui ont pu emprunter des chemins différents », déclare Hermine Xhauflair, chercheuse à l'institut d'Archéologie de l'université de Cambridge. Shangchen est distante de l’Afrique de l'Est d'environ 14 000 kilomètres, distance franchissable par une espèce en expansion au fil de nombreuses générations.